# قانون تابعیت اردن
قانون تابعیت اردن (انگلیسی: Jordanian nationality law) قانون تعیین‌کننده تصاحب، گذر و از دست دادن شهروندی اردن است. شهروندی اردن هم ردیف شهروند کشور پادشاهی هاشمی اردن است و می‌توان از طریق تولد، ازدواج یا اعطای تابعیت به آن دست یافت. 
تابعیت اردن توسط قانون ۶ سال ۱۹۵۴ تعیین شده‌است، که همچنین به عنوان قانون تابعیت اردن، ۱۹۵۴ شناخته می‌شود و آخرین بار در سال ۱۹۸۷ این قانون اصلاح گردید. قانون تابعیت توسط بخش پاسپورت و وضعیت مدنی (کوته‌نوشت به انگلیسی: CSPD) مدیریت می‌شود که زیر مجموعه وزارت کشور است.
بدون برخورداری از شهروندی اردن، افرادی که مقیم اردن هستند برای دریافت گواهینامه رانندگی و مزایای برخی خدمات دولتی همچون آموزش و مراقبت سلامتی رایگان، همچنین امکان دستیابی به مجوز کار، مایملک شخصی و سرمایه‌گذاری در اردن، ممکن است با مشکل مواجه شوند.